# Elaphoglossum tenue
Elaphoglossum tenue är en träjonväxtart som beskrevs av John T. Mickel. Elaphoglossum tenue ingår i släktet Elaphoglossum och familjen Dryopteridaceae. Inga underarter finns listade.